# Maison du Bon-Secours
Ne doit pas être confondu avec Chapelle Notre-Dame-de-Bon-Secours de Fontainebleau.
La maison du Bon-Secours, anciennement maison Molitor, est une propriété située à Fontainebleau, en France. Au XIXe siècle, une partie du jardin est absorbée pour former la rue du Conventionnel-Geoffroy.

## Situation et accès
La propriété est située au no 5 de la rue du Bon-Secours (anciennement, des Coches) et au no 7 de la rue du Conventionnel-Geoffroy, deux voies de la zone piétonne du centre-ville, dans le quartier de l'Hyper-Centre de Fontainebleau. Plus largement, elle se trouve dans le département de Seine-et-Marne, en région Île-de-France.

## Histoire

### Installation du Bon Secours
Les Sœurs du Bon Secours de Troyes s'y installent le 4 novembre 1851. La dénommée Molitor décide de faire don de la maison à la Ville : par sa délibération du 14 février 1861, voté à l'unanimité des membres présents, par Denis Guérin (maire), Thinus et Cauthion (adjoints), Lefèbure, Coutelier, Baudelaire, Escalonne, Debionne, Voron, Maloizel, Leblanc, Amyot, Vandendriesche, Ronsin, Wogue, le conseil municipal accepte le don d'une somme de 11 000 francs destinée à solder l'acquisition de la maison au no 1 de la rue des Coches, « la Ville s'engageant à en laisser la jouissance aux sœurs de Bon Secours tant qu'elles exerceraient leurs fonctions de gardes-malades à Fontainebleau ».

### Percement de la nouvelle rue
L'obélisque de Fontainebleau à l'obélisque de Louqsor
Désolé ! — Moi pas monolithe, — moi pas Égyptien, — moi né natif du Gâtinais. — D'ailleurs pense d'accord avec vous que, dans pays à vous comme dans pays à moi, être pas nous ce qu'il y a de plus obéliscal. Seule solution possible nommer Lesseps premier ministre. — Lui seul capable percer à jour Arab-Isthme, Teuton-Isthme, Radical-Isthme, Central-Isthme et place des Trois-Maillets.
Si vous savez pas ce qu'être Trois-Maillets, c'être impasse dont plus difficile encore de sortie que de toutes celles où s'est fourvoyé le gouvernement. — Jugez un peu !
Salut et Fraternité.
En acceptant le don de la maison, la Ville se réserve alors le droit, en en devenant propriétaire, de distraire du jardin la portion « sur laquelle doit passer le prolongement de la rue des Coches jusqu'à la place des Trois-Maillets, sans avoir à donner l'indemnité pour la portion dudit jardin qui sera prise pour ce prolongement ». Le projet consiste alors à prolonger la rue des Coches (actuellement, du Bon-Secours) tel que déterminé par le plan d'alignement de 1860. À ce sujet, le maire Denis Guérin, dans son Exposé de la situation générale de la ville publié en 1865, énumère au nombre des projets de voirie « le percement d'une rue partant de la place des Trois-Maillets pour aller à la place Centrale, ainsi que les plans en sont déjà faits et déposés à la mairie ». Cet alignement est reproduit dans le plan général de 1867 et dans cette perspective, la Ville se rend acquéreur de la maison Gomez, dont l'achat suscite des agitations au conseil, en décembre 1866.
Le projet n'est pourtant pas nouveau : un plan datant d'entre 1804 et 1809 conservé à la Bibliothèque nationale de France l'envisage déjà, puis le père Lebois introduit en 1860 même projet similaire, conservé aux archives municipales.
Ce prolongement de la rue des Trois-Maillets prend le nom de rue du Conventionnel-Geoffroy par arrêté municipal du 1er juin 1883.

### Chapelle et restauration
Une chapelle est édifiée en 1895,. La chapelle est notamment utilisée comme lieu d'exposition et de projection pour l'œuvre de Sandrine Ehrhart, le 2 octobre 2021, dans le cadre de la 2e édition de la Nuit blanche de Fontainebleau.